# Alfred-Adolphe-Édouard Lepère

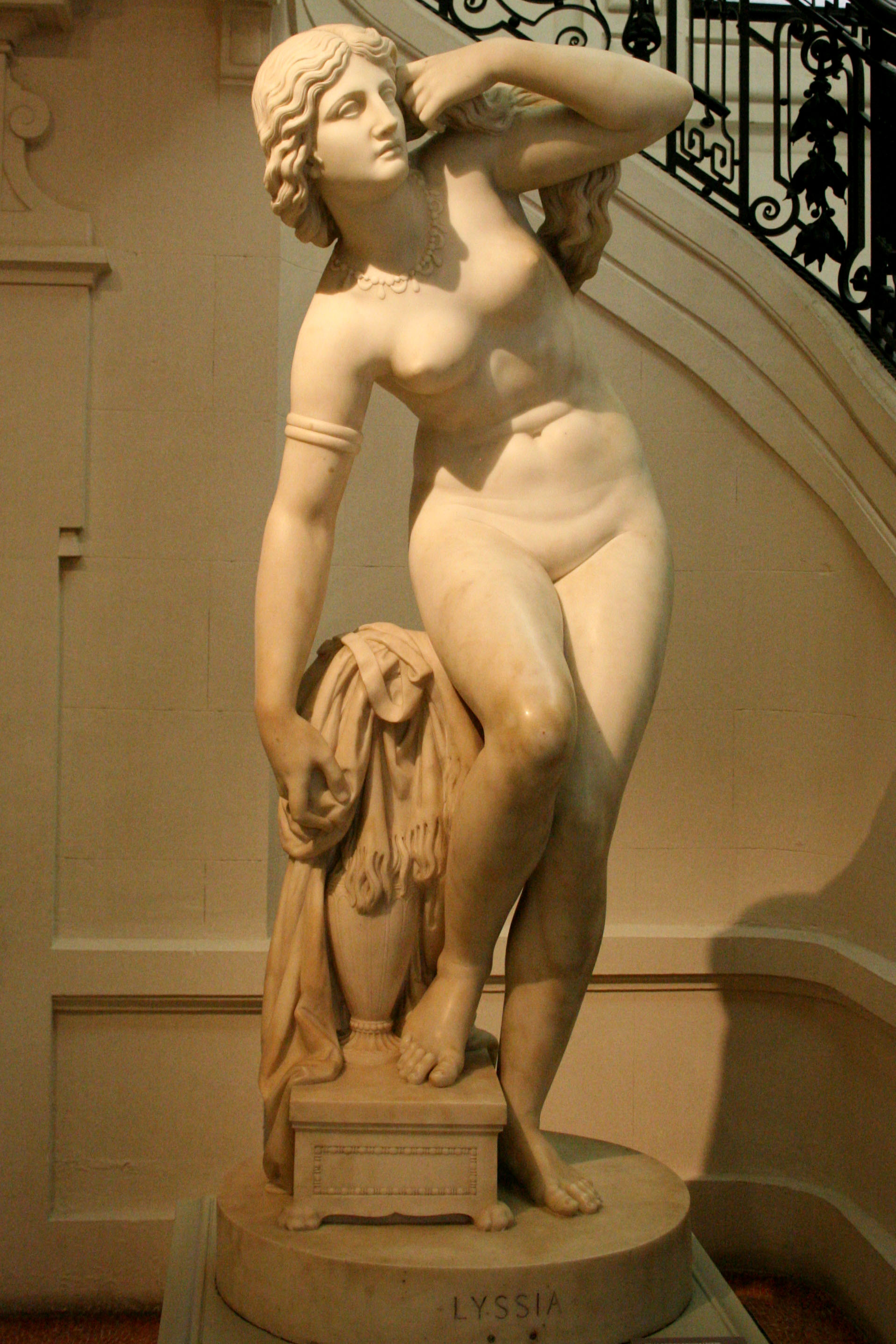
Lyssia (1858), marmo, museo delle Belle Arti di Nîmes

Alfred-Adolphe-Édouard Lepère, noto semplicemente come Alfred Lepère (Parigi, 15 maggio 1827 – L'Haÿ-les-Roses, 29 marzo 1904), è stato un pittore e scultore francese.

## Biografia
Alfred Lepère studiò alla scuola di belle arti di Parigi, dove fu allievo degli scultori Jules Ramey e Auguste Dumont e del pittore Charles Gleyre.
Ammesso al concorso per decisione della giuria nel maggio del 1848, nel 1851 arrivò al terzo posto del Prix de Rome per la scultura con un'opera sui greci e i troiani che si contendono il corpo di Patroclo, mentre l'anno seguente arrivò al primo posto con Filottete a Lemno, battendo Jean-Baptiste Carpeaux (che avrebbe ottenuto il primo premio nel 1854).
Espose con regolarità al Salone degli artisti francesi dal 1859, e nel 1861 fu premiato con una medaglia di terza classe per la scultura. Lepère inviava anche delle opere pittoriche al Salon, come una Danae che fu esposta sempre nel 1861.
Egli ricevette delle commissioni pubbliche per degli edifici parigini. Nel giugno del 1870 venne nominato cavaliere della Legione d'onore. Inoltre, partecipò alle esposizioni universali di Parigi del 1878 e del 1889.
Alfred Lepère morì a L'Haÿ-les-Roses il 30 marzo del 1904. Venne sepolto nel cimitero comunale, a fianco di sua moglie, la pittrice Désirée Maucuit (1823-1891), ritratta di profilo sul medaglione scolpito da suo marito che orna la loro tomba.

## Opere nelle collezioni pubbliche

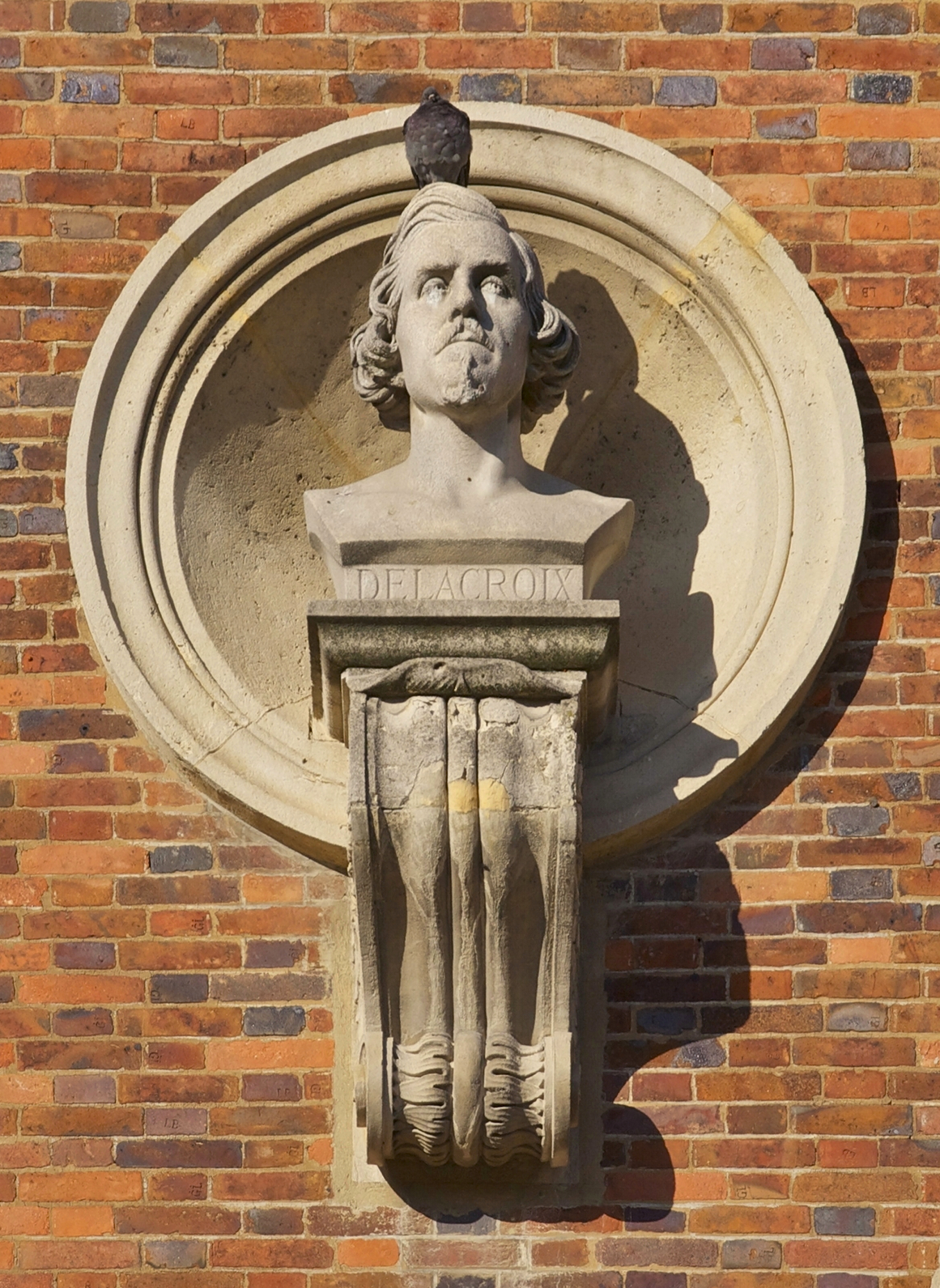
Eugène Delacroix, Parigi, aranciera dei giardini del Lussemburgo

- Compiègne, museo nazionale del castello di Compiègne: Diogène le cynique, 1870, marmo;[5]
- Fontainebleau, facciata del castello di Fontainebleau: La Sagesse, 1860, marmo ;
- Nîmes, museo delle Belle Arti: Lyssia, 1858, marmo;
- Parigi:
  - palazzo del Louvre, facciata del padiglione degli stati: Vittoria, 1868, statua in pietra;[6]
  - Chiesa di Notre-Dame-des-Champs: Madonna col Bambino, Salone del 1877, marmo. La Vergine, con lo sguardo rivolto verso il cielo, tiene tra le sue braccia Gesù Bambino. Ella si trova sopra un globo che rappresenta il mondo e schiaccia un serpente con i suoi piedi. Il Bambino Gesù è nudo e porta una corona di spine;[7]
  - giardini del Lussemburgo, facciata dell'aranciera: Eugène Delacroix, busto in pietra;
  - opéra Garnier: due Cariatidi che ornano i pilastri del proscenio, al lato est. La figura di sinistra ha la mano destra rivolta verso il basso che tiene una palma e un ramo di rosa, mentre con la sinistra regge un manoscritto. La figura di destra regge con la mano destra sollevata una corona di fiori, mentre la mano sinistra abbassata regge un tamburello;[8]
  - chiesa di Notre-Dame de Clignancourt: Mosè, 1869, statua in pietra. Mosè è seduto, la sua testa presenta i raggi tradizionali e una lunga barba ricade sul suo petto. Egli appoggia il suo braccio sinistro su una delle tavole e regge nella mano un manoscritto che si srotola sulle sue ginocchia;[7]
  - cimitero di Père-Lachaise: Eugène Godin, 1883, medaglione in bronzo che orna la tomba dell'artista.